# Гамкрелидзе, Тамаз Валерианович
Тама́з Валериа́нович Гамкрели́дзе (груз. თამაზ ვალერიანის ძე გამყრელიძე, 23 октября 1929, Кутаиси — 10 февраля 2021) — советский и грузинский лингвист, востоковед, индоевропеист, действительный член АН СССР (1984), академик РАН (1991), президент АН Грузии (2005—2013). Брат математика, академика РАН Реваза Гамкрелидзе (1927—2025). Заслуженный деятель науки Грузинской ССР (1979).

## Биография
Родился в семье служащего. Окончил факультет востоковедения Тбилисского университета (1952). В 1956 году защитил кандидатскую диссертацию «Неиндоевропейские элементы хеттского (неситского) языка».
В 1953—1960 годах работал в Институте языкознания АН ГССР, с 1957 года старший научный сотрудник. С 1960 по 2008 год — заведующий кафедрой структурной и прикладной лингвистики (с 1999 — общей и прикладной лингвистики) Тбилисского университета. Доктор филологических наук (1963, диссертация «Хеттский язык и ларингальная теория»), профессор (1964).
Заведующий Отделом древневосточных языков Института востоковедения АН ГССР (1960—1973); директор Института востоковедения (1973—2000).
Действительный член (с 1974), академик-секретарь Отделения языка и литературы (2003—2005) и президент (2005—2013) Грузинской академии наук. Член-корреспондент АН СССР с 15 марта 1979 года по Отделению литературы и языка, академик с 26 декабря 1984 года.
Депутат Совета Национальностей Верховного Совета СССР 11 созыва (1984—1989) от Аджарской АССР.
Народный депутат СССР (1989—1990), депутат Верховного Совета Грузии (1990—1991), член парламента Грузии (1992—2004).
Иностранный член Национальной академии наук США (2006), Американской академии наук и искусств (1978), Академии наук Латвии, член-корреспондент Британской академии наук (1979), член-корреспондент Австрийской академии наук (1983), иностранный член Саксонской академии наук (1988), Венгерской академии наук (2007), член Европейской Академии. Почетный доктор (Doctor honoris causa) Боннского университета и Чикагского университета. Почётный член Американского лингвистического общества (с 1971). Президент Европейского лингвистического общества (1986—1987).
В августе 1991 года Тамаз Гамкрелидзе был назначен ректором Тбилисского государственного университета, однако пробыл на этом посту очень недолго.
В 1999 году награждён орденом Чести.
Почётный гражданин Тбилиси (2000).

## Научная деятельность
Автор известных работ в области индоевропейской лингвистики, древних языков, теоретической лингвистики и картвелологии. В 1972 году совместно с Вяч. Вс. Ивановым выдвинул так называемую глоттальную теорию, в окончательном виде изложенную в их совместной двухтомной монографии «Индоевропейский язык и индоевропейцы» (1984).
Ряд работ академика Т. В. Гамкрелидзе посвящён проблемам типологии и происхождения письма. С 1988 по 1994 год был главным редактором журнала «Вопросы языкознания», позднее член редколлегии журнала.

## Основные работы
Книги
- Сибилянтные соответствия и некоторое вопросы древней структуры картвельских языков" (1959)
- The Akkado-Hittite syllabary and the problem of the origin of the Hittite script // «Archiv Orientalni» (vol. 29). 1960.
- «Система сонантов и аблаут в картвельских языках. Типология общекартвельской структуры» (1965)
  - Sonantensystem und Ablaut in den Kartwelsprachen. Tüb., 1982 (mit G. Macavariani);
- Anatolian languages and the problem of Indo-European migration to Asia Minor // Studies in General and Oriental Linguistics. — Tokyo, 1970.
- Гамкрелидзе Т. В., Иванов Вяч. Вс.  Индоевропейский язык и индоевропейцы: Реконструкция и историко-типологический анализ праязыка и протокультуры. В 2 тт. — Тбилиси: Изд-во Тбилисского ун-та, 1984. — xcvi + 1328 с.
- Алфавитное письмо и древнегрузинская письменность (Типология и происхождение алфавитных систем письма). — Тбилиси, 1989.
  - Indo-european language and Indoeuropeans (vols. I—II). — Berlin / New York, 1994—1995;
  - Alphabetic writing and the old Georgian script. N. Y., 1994;
- Избранные работы по картвелологии. Тб., 2000 (на груз. яз.);
- Курс теоретической лингвистики. Тб., 2003 (в соавт., на груз. яз.; 2-е изд. 2008);
- Selected writings. Linguistic Sign, Typology and Language Reconstruction. Innsbruck, 2006.
- Язык и языковой знак. Тб., 2008 (на груз. яз.).

Статьи
- «Некоторые вопросы грамматической структуры урартского языка» // «Вестник древней истории» 1956, № 4;
- «Индоевропейская прародина и расселение индоевропейцев: полвека исследований и обсуждений» // «Вопросы языкового родства», 2013, № 9 (в соавт. с. Вяч. Вс. Ивановым).